# Ein wenig Leben
Ein wenig Leben (Originaltitel: A Little Life) ist ein 2015 erschienener Roman der US-amerikanischen Schriftstellerin Hanya Yanagihara. In diesem geht es um die Lebensgeschichte von vier Freunden in New York. Die Geschichte erstreckt sich über einen Zeitraum von knapp 40 Jahren und begleitet die Freunde durch ihr Leben. Das Buch erhielt überwiegend positive Kritiken und wurde zu einem Bestseller. Auf Deutsch erschien das Buch in der Übersetzung von Stephan Kleiner 2016 im Hanser Verlag.

## Handlung
In dem Roman wird die Geschichte des hochintelligenten Anwalts Jude St. Francis und dreier seiner Freunde erzählt. Diese sind der Schauspieler Willem Ragnarson, der Architekt Malcolm Irvine und der Maler Jean-Baptiste Marion, der in der Regel nur JB genannt wird.
Jude hat nicht nur eine schwer beschädigte Wirbelsäule, sondern ist auch von psychischen Leiden betroffen, welche durch mehrere Traumata in seiner Kindheit ausgelöst wurden und die dazu führen, dass er sich regelmäßig selbst verletzt. Zu seinem ehemaligen Professor Harold, der für ihn als eine Vaterfigur fungiert, und zu dessen Frau hat er ein sehr gutes Verhältnis.
Nach einer Weile werden alle vier in ihren jeweiligen Bereichen erfolgreich. Der mittlerweile von Crystal Meth abhängige JB imitiert Judes Hinken auf eine herabwürdigende Art und Weise, wofür er sich zwar bei Jude entschuldigt, doch weder dieser noch Willem sind bereit, ihm zu verzeihen, nur Malcolm bleibt mit allen dreien befreundet.
Es stellt sich heraus, dass Jude als Kind sexuell missbraucht wurde, was es für ihn nahezu unmöglich macht, eine romantische Beziehung zu führen. Jude beginnt eine missbräuchliche Beziehung mit Caleb, die damit endet, dass Caleb ihn vergewaltigt. Sie treffen sich noch ein letztes Mal, als Caleb ihm zu einem Essen mit Harold folgt und ihn vor diesem demütigt. Danach verfolgt Caleb Jude zu dessen Apartment, wo er ihn erneut vergewaltigt, ihn äußerst brutal verprügelt und ihn zum Sterben zurücklässt. Jude weigert sich, Caleb anzuzeigen, da er glaubt, die Behandlung verdient zu haben, nur Harold und sein Arzt Andy kennen die Wahrheit.
Jude verbrachte seine Kindheit in einem Kloster, wo er auch seinen Nachnamen bekam, und wurde dort mehrfach von den Mönchen sexuell missbraucht. Bruder Luke rannte mit ihm weg, zwang ihn jedoch zur Prostitution, obwohl Jude zu der Zeit noch ein Kind war; außerdem missbrauchte Luke ihn selbst. Nachdem Jude von der Polizei gerettet worden und unter die Obhut des Staates gekommen war, wurde er auch dort weiter missbraucht.
Wieder in der Gegenwart, beschließt Jude nicht mehr leben zu wollen, und versucht, sich selbst umzubringen, was jedoch misslingt. Daraufhin zieht er mit Willem zusammen und die beiden beginnen eine romantische Beziehung; Jude verabscheut allerdings den Sex mit ihm, was er aber nicht offen zugibt.
Statt sich selbst zu schneiden, beginnt Jude, sich selbst zu verbrennen, was solche Ausmaße annimmt, dass eine Hauttransplantation erforderlich wird. Andy sagt Jude, dieser müsse Willem erzählen, was passiert sei, doch bevor Jude es selbst tun kann, enthüllt Andy aus Versehen die Informationen über Judes Vergangenheit. In einem Gespräch mit Willem gibt Jude zu, dass er keinen Sex mit ihm haben möchte, und er enthüllt weitere Details über seine Vergangenheit. Er entkam der staatlichen Fürsorge mit 15 Jahren und fuhr per Anhalter durchs Land, wobei er die Fahrer mit sexuellen Dienstleistungen entlohnte. Er erzählt auch, dass die Verletzung an seinem Bein von einem Dr. Traylor komme, der ihn aufgenommen und missbraucht habe.
Zunächst schläft Willem mit Frauen, was er auch mit Jude vereinbart hat, dieser möchte jedoch nicht, dass ihm Willem etwas darüber erzählt. Nach einer Weile lässt Willem dies. Die beiden beginnen gemeinsam ein schönes Leben, obwohl Judes Beine amputiert werden müssen und durch Prothesen ersetzt werden. Als Willem Malcolm und dessen Frau vom Bahnhof abholen will, sind alle drei in einen Autounfall mit einem betrunkenen Fahrer verwickelt; alle drei sterben. Jude verfällt nicht nur in eine lange Depression, sondern beginnt auch einen juristischen Feldzug gegen den betrunkenen Fahrer. Nach einer langen depressiven Phase nimmt sich Jude das Leben.

## Aufbau
Der Roman besteht aus sieben Teilen und wird grundlegend chronologisch erzählt, enthält aber auch immer wieder Rückblenden. Zu Beginn hat man es mit einem auktorialen Erzähler zu tun, später verschiebt sich der Fokus immer mehr auf Jude und schlussendlich erzählt ein neun Jahre älterer Harold die Geschichte.

## Kritik
„Yanagiharas Roman kann Sie verrückt machen, Sie verschlingen und Ihr Leben übernehmen.“
„Auf die Shortlist des Man Booker Prize und ins Finale des National Book Award kam der Roman aber nicht deshalb, weil er die Jury zu Tränen rührte. Seine Anziehungskraft erschöpft sich nicht im Melodramatischen, ihre Quelle liegt tiefer, sie entspringt der narrativen Struktur. Es gelingt Hanya Yanagihara in diesem Roman, das Erzählen selbst seinem Abgrund zuzuführen und den Leser in diesen Strudel mit hineinzureißen.“

„Wenn die Länge der Zeit, die man weint, während man ein Buch liest, ein Indiz für seine Qualität ist, dann ist Hanya Yanagiharas 'A Little Life' erstklassig.“